# Liste der Präsidenten Somalias
Die Liste der Präsidenten Somalias umfasst alle Träger dieses Titels von der Unabhängigkeit Somalias im Juli 1960 bis heute.
Mit Ausbruch des Bürgerkriegs 1991 existierte in Somalia keine funktionierende Zentralregierung mehr. Nach dem Tod Siad Barres erklärte sich Ali Mahdi Mohammed zum Präsidenten, konnte sich jedoch nicht durchsetzen. Von 1995 bis zu seinem Tod am 1. August 1996 beanspruchte Mohammed Farah Aidid den Präsidententitel. Sein Sohn und Nachfolger Hussein Mohammed Farah übernahm den Anspruch und hielt ihn bis zum 22. Dezember 1997 aufrecht.
Die auf Initiative der Staatengemeinschaft gegründete Übergangsregierung Somalias wurde zwar international als legitime Vertretung des Landes bei den Vereinten Nationen und anderen Organisationen angesehen, kontrollierte aber die meiste Zeit über nur kleine Bruchteile des ehemaligen Staatsgebietes.
Somaliland erklärte 1991 seine Unabhängigkeit und stellt seither seine eigenen Präsidenten. Die übrigen auf dem Gebiet Somalias entstandenen De-facto-Regimes bekannten sich zwar weiterhin zum gemeinsamen Staat, handelten dessen ungeachtet aber fast vollständig autonom und bestimmten ebenfalls eigene Regierungen. Die Präsidenten der international anerkannten Übergangsregierungen hatten praktisch keinen Einfluss. Mit der Gründung der Bundesrepublik Somalia hat die Wiederherstellung von staatlichen Strukturen und Institutionen begonnen. Welche Regimes sich daran ernsthaft und auf Dauer beteiligen und einer neuen Zentralregierung unterordnen werden, ist zum Teil immer noch Gegenstand laufender Verhandlungen oder weiterhin stattfindender militärischer Operationen.
| #                                                                      | Bild                             | Name                             | Amtsantritt        | Amtsaustritt                                                    | Partei    | Bemerkungen |
| ---------------------------------------------------------------------- | -------------------------------- | -------------------------------- | ------------------ | --------------------------------------------------------------- | --------- | --- |
| Republik Somalia                                                       |                                  |                                  |                    |                                                                 |           | |
| 1                                                                      | Aden Abdullah Osman Daar         | Aden Abdullah Osman Daar         | 1. Juli 1960       | 10. Juni 1967                                                   | SYL       | |
| 2                                                                      | Abdirashid Ali Shermarke         | Abdirashid Ali Shermarke         | 10. Juni 1967      | 15. Oktober 1969                                                | SYL       | ermordet |
| −                                                                      |                                  | Mukhtar Mohammed Hussein         | 15. Oktober 1969   | 21. Oktober 1969                                                | SYL       | nach Ermordung Shermarkes Übergangspräsident; gestürzt                                                                                 |
| Demokratische Republik Somalia                                         |                                  |                                  |                    |                                                                 |           | |
| 3                                                                      | Siad Barre                       | Siad Barre                       | 21. Oktober 1969   | 26. Januar 1991                                                 | SRSP      | zunächst Vorsitzender des Obersten Revolutionsrats, ab 1976 Präsident; gestürzt                                                        |
| Übergangsregierung (in den ersten Jahren des Somalischen Bürgerkriegs) |                                  |                                  |                    |                                                                 |           | |
| 4                                                                      |                                  | Ali Mahdi Mohammad               | 29. Januar 1991    | 3. Januar 1997                                                  | USC       | selbsternannter Interimspräsident, im Juli 1991 in Dschibuti durch Konferenzteilnehmer bestätigt und teilweise international anerkannt |
| −                                                                      |                                  | Mohammed Farah Aidid             | ab Juni 1991       | 1. August 1996                                                  | SNA       | (Gegen-)Präsident ohne Anerkennung, selbsternannt; erlitt tödliche Verletzung im Bürgerkrieg                                           |
| −                                                                      |                                  | Hussein Mohammed Farah           | 2. August 1996     | 22. Dezember 1997                                               | SNA       | (Gegen-)Präsident ohne Anerkennung; Übernahme des Titels nach Tod seines Vaters Mohammed Farah Aidid; zurückgetreten                   |
| Amt vakant vom 22. Dezember 1997 bis 27. August 2000                   |                                  |                                  |                    |                                                                 |           | |
| Transitional National Government of Somalia (TNG)                      |                                  |                                  |                    |                                                                 |           | |
| 5                                                                      | Abdikassim Salat Hassan          | Abdikassim Salat Hassan          | 27. August 2000    | 14. Oktober 2004                                                | Parteilos | im kenianischen Exil |
| Transitional Federal Government of Somalia (TFG)                       |                                  |                                  |                    |                                                                 |           | |
| 6                                                                      | Abdullahi Yusuf Ahmed            | Abdullahi Yusuf Ahmed            | 14. Oktober 2004   | 29. Dezember 2008                                               | SSDF      | ab 2005 in Baidoa, ab 2007 in Mogadischu, zurückgetreten                                                                               |
| -                                                                      |                                  | Adan Mohamed Nuur Madobe         | 29. Dezember 2008  | 31. Januar 2009                                                 | RRA       | Interimspräsident nach Rücktritt des Vorgängers                                                                                        |
| 7                                                                      | Sharif Sheikh Ahmed              | Sharif Sheikh Ahmed              | 31. Januar 2009    | 10. September 2012                                              | ARS       | in Dschibuti durch Konferenzteilnehmer gewählt                                                                                         |
| Bundesrepublik Somalia                                                 |                                  |                                  |                    |                                                                 |           | |
| −                                                                      | Muse Hassan Sheikh Sayid Abdulle | Muse Hassan Sheikh Sayid Abdulle | 20. August 2012    | 28. August 2012                                                 | Parteilos | Übergangspräsident |
| −                                                                      | Mohammed Osman Jawari            | Mohammed Osman Jawari            | 28. August 2012    | 16. September 2012                                              | Parteilos | Übergangspräsident |
| 8                                                                      | Hassan Sheikh Mohamud            | Hassan Sheikh Mohamud            | 16. September 2012 | 8. Februar 2017 (reguläres Ende der Amtszeit: 30. Oktober 2016) | PDP       | durch Stammesvertreter gewählt |
| 9                                                                      | Mohamed Abdullahi Mohamed        | Mohamed Abdullahi Mohamed        | 8. Februar 2017    | 9. Juni 2022                                                    | Tayo      | durch die Mitglieder beider Kammern des Bundesparlaments gewählt                                                                       |
| 10 (8)                                                                 | Hassan Sheikh Mohamud            | Hassan Sheikh Mohamud            | 9. Juni 2022       | amtierend                                                       | UPD       | durch die Mitglieder beider Kammern des Bundesparlaments gewählt                                                                       |